# Sytuacja prawna i społeczna osób LGBT w Ameryce Północnej

Status prawny związków osób tej samej płci w Ameryce Północnej:
Małżeństwo osób tej samej płci
Uznawanie małżeństw osób tej samej płci zawartych za granicą
Oczekuje na dostosowanie prawa do decyzji sądowej
Rejestrowane związki partnerskie
Nieuznawane

Prawo do adopcji dzieci przez pary jednopłciowe w Ameryce Północnej:
Adopcja dzieci przez pary jednopłciowe legalna
Adopcja dzieci partnera legalna
Adopcja dzieci przez pary jednopłciowe nielegalna
Brak praw do adopcji / brak informacji

     Małżeństwo osób tej samej płci
     Uznawanie małżeństw osób tej samej płci zawartych za granicą
     Oczekuje na dostosowanie prawa do decyzji sądowej
     Rejestrowane związki partnerskie
     Nieuznawane
     Adopcja dzieci przez pary jednopłciowe legalna
     Adopcja dzieci partnera legalna
     Adopcja dzieci przez pary jednopłciowe nielegalna
     Brak praw do adopcji / brak informacji

## Prawo wobec kontaktów homoseksualnych
Kontakty homoseksualne są legalne we wszystkich państwach Ameryki Północnej. Jako pierwszy (w 1872 roku) zalegalizował je Meksyk.

## Ochrona prawna przed dyskryminacją
Całkowity zakaz dyskryminacji ze względu na orientację seksualną obowiązuje w Kanadzie, Meksyku i niektórych stanach USA. Dyskryminacja w niektórych strefach życia zakazana jest na Saint-Pierre i Miquelon, terytorium zależnym Francji. Tylko na Bermudach nie ma żadnego prawa antydyskryminacyjnego.
Geje nie są wykluczeni ze służby wojskowej z powodu swojej orientacji seksualnej w żadnym z krajów Ameryki Północnej.

## Uznanie związków tej samej płci
Małżeństwa osób tej samej płci
Obecnie małżeństwa osób tej samej płci są legalne w Kanadzie, USA i w mieście Meksyk, a także kilku stanach (uznawane są jednak w całym kraju).
Związki partnerskie
Związki partnerskie mogą być zawierane w Kanadzie, Meksyku, USA na Saint-Pierre i Miquelon (terytorium zależne Francji).

## Sytuacja prawna osóbLGBTw poszczególnych krajach Ameryki Północnej
| Prawa osób LGBT w:                                   | Kontakty homoseksualne                                                                            | Rejestrowane związki partnerskie     | Małżeństwa jednopłciowe | Prawa adopcyjne dla par jednopłciowych | Geje mogą służyć w armii                                                  | Prawo antydyskryminacyjne (ze względu na orientację seksualną)                              | Możliwość korekty płci                                                          |
| ---------------------------------------------------- | ------------------------------------------------------------------------------------------------- | ------------------------------------ | --- | --- | ------------------------------------------------------------------------- | ------------------------------------------------------------------------------------------- | ------------------------------------------------------------------------------- |
| Bermudy                                              | Legalne od 1994 r.                                                                                | No                                   | No | Brak danych | Yes                                                                       | No                                                                                          | No                                                                              |
| Kanada                                               | Legalne od 1969 r. (kontakty seksualne są legalne od 16. roku życia, jednak seks analny - od 18.) | Yes                                  | Legalne od 2003 r., legalizacja ogólnokrajowa w 2005 r. | [ 4 ] [ 5 ] | Tak, od 1992 r.                                                           | Całkowity zakaz dyskryminacji ze względu na orientację seksualną, łącznie z mową nienawiści | [ 7 ] [ 8 ]                                                                     |
| Meksyk                                               | Legalne od 1872 r.                                                                                | W stanie Coahuila legalne od 2007 r. | /W mieście Meksyk legalne od 2010 r., w Quintana Roo od 2012 r., ponadto wszystkie stany są zobligowane do uznawanie małżeństw jednopłciowych zawartych w mieście Meksyk lub zagranicą | /Adopcja dzieci przez pary jednopłciowe legalna w mieście Meksyk (2010) i w Coahuila (2012), ponadto w całym kraju dzieci mogą adoptować osoby samotne, bez względu na ich orientację seksualną | /Nie ma zakazu, jednak można zostać zwolnionym za "niemoralne zachowanie" | Tak, od 2003 r.                                                                             | /Osoby transpłciowe mogą skorygować płeć i nazwisko w mieście Meksyk od 2008 r. |
| Saint-Pierre i Miquelon (terytorium zależne Francji) | Legalne od 1791 r.                                                                                | Pacte civil de solidarité od 1999 r. | No | Osoby samotne mogą adoptować dzieci | Yes                                                                       | Zakaz dyskryminacji w niektórych sferach życia                                              | No                                                                              |
| Stany Zjednoczone                                    | Legalne w całym kraju od 2003 r., wcześniej legalne w niektórych stanach                          | /Legalne w niektórych stanach        | /Legalne w niektórych stanach | /Legalna w niektórych stanach, ponadto w całym kraju legalna jest adopcja dzieci przez osoby samotne                                                                                            | Tak, od 2011 r.                                                           | /Nie na poziomie federalnym, prawo takie istnieje w 20 stanach                              | /Zależy od stanu                                                                |

## Życie osóbLGBTw Ameryce Północnej
Sytuacja osób homo- i transseksualnych jest w Ameryce Północnej lepsza niż w większości regionów świata. Z roku na rok zwiększa się również poparcie mieszkańców tego kontynentu dla legalizacji małżeństw jednopłciowych czy adopcji dzieci przez pary homoseksualne.